# Ràdio Vilablareix
Ràdio Vilablareix és l'emissora municipal de Vilablareix (Gironès). Emet 24 hores al dia contingut només en català, i es considera una de les úniques emissores que emet música exclusivament en aquesta llengua. Es pot escoltar al 107.5 FM a les comarques gironines i també per internet. La seva ferma defensa de la llengua catalana i el fet de ser una de les poques emissores locals que emetia en línia, li van donar una destacada popularitat. La programació de la ràdio, tot i tractar temes locals i del dia a dia, destaca per fer molt èmfasi en la cultura catalana, especialment la literatura i la música, deixant més espai per la reflexió que altres mitjans o cadenes que prioritzen temes d'actualitat. A principis dels anys 2020, era l'emissora de ràdio de Catalunya amb més seguidors a Twitter.
Ràdio Vilablareix és liderada per Dídac Romagós, que porta la gestió de l'emissora des d'aproximadament l'any 2012. Si bé n'és l'únic treballador contractat, la iniciativa disposa d'una quinzena de col·laboradors voluntaris, la majoria del mateix poble, que són imprescindibles pel funcionament de l'emissora.
Per l'estudi de Ràdio Vilablareix han passat personalitats com l'exconsellera Montserrat Tura, l'escriptor Vicenç Villatoro, la dibuixant Pilarín Bayés o l'esportista Marc Gasol, entre d'altres. L'emissora ha sigut recomanada a través d'articles o posts per xarxes socials pel sociòleg Salvador Cardús, l'escriptor Sebastià Alzamora, el jurista Hèctor López Bofill el cantant Cesk Freixas o el periodista Toni Strubell, entre d'altres.